# Debod
Debod fou una petita ciutat de l'antic Egipte situada a uns 15 km al sud d'Assuan (Siene) on un temple fou construït pel rei Adikhalamani (probablement el rei Tabriqo que va regnar vers 200-190 aC) de Napata-Mèroe, dedicat a Amon i a la deessa Isis.
El Temple de Debod fou un regal d'Egipte a Espanya de l'any 1968, en compensació per l'ajuda espanyola, després de la crida internacional feta per la UNESCO per salvar els temples de Núbia, principalment el d'Abu Simbel, en perill de desaparició a causa de la construcció de la presa d'Assuan.